# Daughters (John Mayer)
Daughters è un singolo del cantautore statunitense John Mayer, pubblicato il 28 settembre 2004 come terzo estratto dal secondo album in studio Heavier Things.

## Video musicale
Il video musicale, diretto da Mario Sorrenti, ha visto la partecipazione della modella australiana Gemma Ward.

## Tracce
1. Daughters – 3:59
2. Come Back to Bed (Live at the C.W. Mitchell Pavilion, July 24, 2004) – 11:56
3. Home Life (Live at the Shoreline Amplitheater, July 16, 2004) – 6:50

## Premi
- Grammy Awards
  - 2005 – "Canzone dell'anno"
  - 2005 – "Miglior interpretazione pop vocale maschile"